# Herrö (gods)
Herrö är ett gods i Ösmo socken på Herrön i Södermanland.
Herrö var till 1813 fideikommiss i Lewinska släkten. Det såldes därefter till greve Carl Johan Adlercreutz då fideikommisset upphävdes. Herrön tillföll sedan änkegrevinnan M. B. Adlercreutz som 1826 sålde den till sin son friherre Johan Henrik Adlercreutz. Efter hans död 1842 köptes det av Bernhard Hallström, därpå av handlare Winberg, och efter hans död den såldes till Regementsläkaren J. M. Lemchen.